# اسناگل
اسناگل (انگلیسی: Snuggle) یک برند نرم‌کننده پارچه است که توسط کالاهای مصرفی آمریکای شمالی هنکل در ایالات متحده آمریکا و کانادا به فروش می‌رسد. این برند در سال ۱۹۸۳ توسط یونیلیور معرفی شد. این محصول به صورت ورقه‌ای یا مایع (به صورت کنسانتره و آماده برای مصرف) موجود می‌باشد.